# トッカータ
トッカータ（伊: toccata）とは、主に鍵盤楽器による、速い走句（パッセージ）や細かな音形の変化などを伴った即興的な楽曲で、技巧的な表現が特徴。toccataは動詞toccare（触れる）に由来しており、オルガンやチェンバロの調子、調律を見るための試し弾きといった意味が由来である。最初期の鍵盤用トッカータは16世紀中ごろに北イタリアで現れた。

## 発生〜ルネサンス期
16世紀までの器楽音楽は、声楽アンサンブル用のポリフォニー楽曲の即興的転用あるいは編曲であった。オルガンは教会典礼における声楽ポリフォニーの伴奏楽器として用いられていたが、これは合唱の音程を安定させることも目的のひとつであった。最初期のトッカータ的な特徴を持った楽曲は、教会で宗教曲を演奏するのに際して音を提示する（いわゆる「音取り」）行為を音楽的に発展させ、ある種の和声的進行に音階的走句をともなった簡単な即興曲であった。これらの楽曲は初期の段階ではプレリューディウム (Praeludium)、リチェルカーレ (Ricercare)等と呼ばれていた。
リュートやビウエラ等の撥弦楽器でも声楽ポリフォニーの編曲演奏は盛んであり、これらに対してもその導入部分として即興的な楽曲を演奏することが行われた。これらはRicercareと呼ばれる一方でTastar de Corde（伊）、Tiento（西）などと呼称されることもあった。これらはそれぞれ、「弦に触れる」「感触」の意味で、トッカータ Toccataと同様の意味を持っている。
オルガン用トッカータもこの系譜に属する楽曲である。トッカータの名称をもつオルガン曲を収録した出版譜は1590年代にはじめて現れており、代表的作品としては、アンニーバレ・パドヴァーノやアンドレア・ガブリエリのものをあげることができる。パドヴァーノの曲集 Toccate et ricercari d’organo は1604年出版であるが、パドヴァーノの没年は1575年であるので16世紀中ごろにはすでにオルガン用のトッカータが出現していた事がわかる。
このようなトッカータの発生は、初期バロックまでのトッカータで使用されている、旋法を明記するような曲名表記と関係している。たとえば、「第1旋法のトッカータ」は、そのトッカータがドリア旋法で書かれていることを意味しており、その曲がドリア旋法のポリフォニーの音取り、ないし導入に用いることができることを示唆している。

## ルネサンス末期〜初期バロック
パドヴァーノやアンドレア・ガブリエリのトッカータは、単純な和声進行的部分と音階的走句部分の組み合わせで書かれていたが、和声進行的部分は次第に模倣的、対位法的な曲想に置き換えられていった。パドヴァーノやガブリエリとともにヴェネツィアのサンマルコ寺院のオルガニストであった（ヴェネツィア楽派）クラウディオ・メールロは対位法的部分をともなったルネサンス的トッカータ様式の完成者と見なせる。
当時南ドイツでは多くの音楽家がヴェネツィアに留学しその音楽を輸入しようとしていた（ハインリヒ・シュッツなど）。鍵盤楽器の分野ではシュッツよりも1世代上で、同じくヴェネツィアで学んだハンス・レーオ・ハスラーがトッカータをはじめとするイタリア風の鍵盤音楽をドイツにもたらしている。
ちょうど同時期にフランドル・オランダにも優れたオルガニストの一団がいた。その代表としてあげられるのがヤン・ピーテルスゾーン・スウェーリンクである。今日知られているだけでもスウェーリンクの手になるトッカータが十数曲ある。一連のファンタジアとともにスウェーリンクの作品群の主要な一角をなすこれらのトッカータは、形式上は和声部分または模倣部分と音階的楽句部分からなりヴェネツィア楽派をはじめとするイタリア諸派のそれと同様であるが、スウェーリンクのパッセージワークはイタリア風のきらびやかな楽句とは違い、より構造的であると評される。このようなパッセージワークの特徴は、バード、ブル、フィリップス等のイギリスヴァージナル楽派の影響が色濃い。
しかし、音楽史の中でこの時期最も重要な鍵盤音楽の作曲家とされるのがジローラモ・フレスコバルディであり、彼の2巻のトッカータ集（第1巻 1615年／1637年改訂、第2巻 1627年）はこの時期のトッカータという形式における記念碑的作品とされる。トッカータ集第1巻へのフレスコバルディ自身による序文には演奏方法のための注釈が9項目にわたって書き記されており、その1番目には「（このような曲を）演奏するに当たっては、現代のマドリガーレにおけるのと同様、拍を強調すべきではない。演奏が難しいマドリガーレも、あるときはゆっくり、あるときは早く、また停止させるなど表情や言葉の意味に従って拍を変化させることによって演奏がたやすくなる」と書かれている。ここで言う「現代のマドリガーレ」とは、フレスコバルディの同時代人モンテヴェルディなどの作品などを指している。モンテヴェルディはマドリガーレ集第5巻（1605年）の序文で、対位法のルールに固執する第一作法 (prima pratica) を離れて、詩や言葉の持つ感情をより直接的に表現する第二作法 (seconda pratica) を擁護し実践している事を表明している。フレスコバルディの注釈は、鍵盤音楽の分野においてもルネサンス的形式を離れ、第二作法を推し進めていくのだという表明と考える事ができる。その意味で、フレスコバルディは鍵盤音楽において初めて真にバロック的な表現を用いた音楽家のひとりであるといえる。フレスコバルディのトッカータの特徴のひとつはある程度まとまった楽節を次々に繰り出す形式にある。これらの楽節は模倣的であったり走句的であったりするが、必ずカデンツァで終わる。このような楽節構成によるトッカータは後々まで受け継がれていく事になる。
こうして、ルネサンス末期から初期バロック期にかけてはトッカータという形式におけるひとつの最盛期が訪れたといえる。この時期には、オルガン、チェンバロといった鍵盤楽器の他に、リュート（ジョヴァンニ・ジローラモ・カプスペルガーやアレッサンドロ・ピッチニーニなど）やハープ（ジョヴァンニ・マリア・トラバーチなど）のためのトッカータも作られた。これらの作品はそれぞれの使用楽器のテクニックに則した独自の表現を持っているが、構成や走句の作り方などの面でフレスコバルディら鍵盤楽器のトッカータの影響を強く受けている。

## 中後期バロック
フレスコバルディのトッカータにおける形式や表現法はその弟子たちによって引き継がれ、発展していった。ミケランジェロ・ロッシはフレスコバルディの半音階やエキセントリックなリズム表現法をさらに推し進めた一方で、ベルナルド・パスクィーニはパッセージワークの技法において後期バロックに近い表現を展開した。
フレスコバルディの弟子の中で今日特に有名なのがヨハン・ヤーコプ・フローベルガーである。ウイーンの宮廷礼拝堂付オルガニストであったころ、ローマに滞在しフレスコバルディに学んでいる。フローベルガーのトッカータの楽節的構造はフレスコバルディの影響と見られる一方、個々の楽節は概してフレスコバルディのそれよりも長く、また半音階や奇抜なリズム法はあまり見られない。結果として曲全体としての調和が図られている。フローベルガーはフランスの音楽にも造詣が深く、実際各地を旅し、同時代のフランスの音楽家にも影響を与えたと言われている。
フローベルガーに続いて、南ドイツではヨハン・カスパール・ケルル、ゲオルク・ムッファト、ヨハン・パッヘルベルといった作曲家が活発に優れた鍵盤音楽を作曲し、その中にも多くのトッカータが含まれている。
北方ヨーロッパではスウェーリンク以来のオルガンの伝統があったが、トッカータはそれほど重要視されていなかったようだ。しかし、北方ヨーロッパの伝統を受け継いだ中期バロックの作曲家として、今日ではディートリヒ・ブクステフーデがとくによく知られている。彼のオルガン用トッカータは構成や技法の観点からプレリューディア praeludia とか、プレアンビュルム praeambulum と題名付けられた作品と同種のものである。これらの作品では、即興的楽節と対位法的楽節が交互に組み合わされているが、それぞれの楽節は長く複雑である。対位法的楽節では厳格な模倣を展開する場合が多く、今日フーガと呼ばれるようなものになっている。これらの作品は概して大規模であり、しばしば技巧的なペダル操作を伴っている。これらの特徴はヨハン・ゼバスティアン・バッハの同種の作品群にも受け継がれている。
後期バロックにおいてはイタリアでアレッサンドロ・スカルラッティがチェンバロ用のトッカータを残している。これらは技法の面から見ると息子のドメニコ・スカルラッティのソナタや古典派の鍵盤音楽に見られる常動的パッセージを多く含んでおり上で見てきたトッカータの歴史からは多少乖離した作品である。ナポリ音楽院写本 ms.9478 にあるトッカータの一つは、全曲にわたって指番号が指定されており、これらのトッカータは教育のためにも用いられていた事がわかる。これは、当時の運指法を知る上でも重要な資料の一つである。
後期バロックにおいてトッカータの傑作を残した最後の作曲家がヨハン・ゼバスティアン・バッハである。バッハは彼に直接影響を及ぼしたと思われるブクステフーデなどの作品をよく知っていたばかりではなく、より古い時代の音楽家の作品も詳しく研究していた事が知られており、フレスコバルディの「音楽の花束」(Fiori Musicali)やフローベルガーの作品を写譜していた事がわかっている。オルガン用のトッカータにおいてはブクステフーデの様式を継承するとともに、規模や様式的一貫性、複雑性をより発展させた一方、チェンバロ用のトッカータにはより古い時代のトッカータの影響も見られる。

## 古典期以降
古典期にはトッカータと名の付く作品はほとんど作られなかったが、後期バロックのトッカータの持っていた常動曲 (moto perpetuo) 的な曲想はピアノ音楽に受け継がれた。数少ない「トッカータ」と名の付く曲でも、即興的楽節と対位法的楽節の組み合わせといった本来のトッカータの性質は失われ、専ら動きの速い反復音形や同音連打といった常動的側面が強調されている。
古典派においてはムツィオ・クレメンティのソナタ作品11に含まれるトッカータが数少ないよく知られた例である。ロマン派におけるトッカータの代表例はロベルト・シューマンのトッカータ作品7である。
近代になるとより注目すべきトッカータの例が現れる。クロード・ドビュッシーの「ピアノのために」(Pour le piano) の第3曲や、モーリス・ラヴェルの「クープランの墓」(Le Tombeau de Couperin) 第6曲はその例である。これらは曲の命名からして懐古的発想が窺えるが、楽想そのものとしてはやはり常動曲としての側面が強い。ラヴェルの「トッカータ」は20世紀のピアノ曲の中でも屈指の難曲といわれる。同音連打が終始一貫して繰り広げられるのが特徴であるが、高速な同音連打は古い時代のピアノでは鍵盤の戻りの悪さから非常に困難であったらしく、近代以降の高性能なアクション（打弦機構）が開発されてから可能になったとされる。プロコフィエフのトッカータ作品11もこの系譜の上に置かれる作品である。